# 烏沃省
烏沃省是斯里蘭卡東南部內陸的一個省份。面積8,345平方公里。2001年人口為1,177,358人。首府巴杜勒。下分巴杜勒區及莫訥勒格勒區等二區。
雅拉國家公園部份位於烏沃省境內。